# Robert Wilson (dramaturgo)
Robert Wilson (nacido alrededor de 1540 - murió en 1600) fue un dramaturgo y actor inglés del período isabelino.

## Identidad
Apenas ss sabe sobre la vida de Robert Wilson. Hasta principios del siglo XX, los biógrafos se referían a veces a Robert Wilson como «el Mayor» por el actor, y a Robert Wilson como «el Joven» por el autor que trabajaba para Philip Henslowe, el empresario y director de teatro, porque los consideraban dos personas distintas. De hecho, Robert Wilson tuvo un hijo, también llamado Robert, pero murió en la infancia. Desde Edmund Kerchever Chambers, los principales historiadores de teatro han rechazado la hipótesis de los dos Wilsons, y ahora creen que Wilson fue tanto el actor como el escritor.
Se desconoce su fecha y lugar de nacimiento. Thomas Lodge lo califica como un buen académico y Francis Meres se refiere a su conocimiento. Sin embargo, no se le ha identificado con ninguno de los Robert Wilson que asistieron a la Universidad de Oxford o laUniversidad de Cambridge a mediados del siglo XVI.

## Carrera de actor

### Compañía de Leicester
En 1572, tras la modificación de las Poor Laws por el Act for the Punishment of Vagabonds, que hacía más severo el delito de vagabundeo, Wilson fue uno de los seis actores principales de la compañía de Leicester que escribió a su mecenas, Robert Dudley, conde de Leicester, pidiéndole que les hiciera el favor de seguir disfrutando de su protección. El primero en firmar fue James Burbage, director de la compañía, y el quinto fue Wilson. En 1574, él y cuatro de sus camaradas fueron convocados de nuevo a una licencia para la misma compañía, para que pudiera actuar en la City y en los franchises de Londres.< La compañía de Leicester, dirigida por James Burbage, era entonces la principal de la década de 1570. Esto significaba que Wilson debía tener ya una gran experiencia en actuación para ocupar una posición tan prestigiosa en ese momento. Es más conocido como actor cómico e improvisador, y se le asocia frecuentemente en la imaginación popular con Richard Tarlton, el actor más famoso de la época. Estos dos actores se ganaron su reputación con los «thèmes», que son improvisaciones en verso sobre temas propuestos por el público al final de una obra.
En 1579, Gabriel Harvey escribió al poeta Edmund Spenser: "Has dañado para siempre mi reputación al empujarme al escenario para poner a prueba mis habilidades de improvisación, y para interpretar los papeles de Wilson y Tarlton. Casi veinte años después, Meres asocia a los dos actores de la misma manera: después de elogiar la improvisación de Tarlton, continúa: «Y así es nuestro Wilson espiritual, que es inigualable en su conocimiento e improvisación, y para su gran y eterna alabanza, actúa en el The Swan en Bankside».
En ese momento Wilson vivía en la parroquia de St. Botolph-sin-Bishopsgate en Londres con su familia. El nombre de su esposa y la fecha de su matrimonio son desconocidos. Un primer niño, también llamado Robert, fue bautizado el 7 de septiembre de 1579 y fue enterrado al mes siguiente. Un segundo niño, Richard, fue bautizado el 7 de septiembre de 1582 y enterrado el 14 de agosto del año siguiente. Finalmente, una hija llamada Sara fue bautizada el 3 de junio de 1586 y sobrevivió. Wilson y John Dutton, otro actor, aparecen en la lista de impuestos de la parroquia de St. Botolph para 1582, pero en 1585, el Lord Chambelán certifica que Wilson es en su mayoría un residente de la corte, y que es allí donde debe pagar los impuestos.

### Compañía de la Reina
En la primavera de 1583, Wilson fue uno de los doce actores seleccionados para formar la Compañía de la Reina Isabel, que se convirtió en la compañía más famosa de la década de 1580. En la licencia de la compañía que la autorizaba a actuar en Londres, fechada el 26 de noviembre de 1583, el nombre de Wilson aparece en primer lugar en la lista de actores, incluso antes que el de Richard Tarlton. Algunas décadas más tarde, John Stow en sus Anales de 1615, al describir la formación de esta compañía, distingue a Wilson y Tartlon por una mención especial: «Entre estos doce actores, hay dos hombres raros, uno es Wilson por su arte de improvisación rápida, delicada y refinada, y el otro Tarlton por su maravillosa y agradable calidad de improvisación». La compañía actuó tres veces en la corte durante la temporada de Navidad de 1583-1584, y cuatro veces durante la temporada de 1584-1585. Esta fue la última vez que Wilson apareció como miembro de la compañía. El 12 de enero de 1586, recibió 10 libras para entregar cartas en los Países Bajos a su antiguo jefe, el Conde de Leicester, que había ido a Flesinga para comandar las tropas inglesas. Wilson se une a los otros actores que ya están allí, Will Kempe y Robert Browne. Permaneció en el continente hasta el 4 de marzo de 1586, cuando Leicester le dio 40 chelines antes de regresar a Inglaterra con Thomas Shirley. Su regreso puede haberse acelerado por el embarazo de su esposa, ya que dio a luz tres meses después a su hija.

### Compañía de Lord Chamberlain's Men
En 1588, se unió a la compañía de Lord Strange, que se convertiría en la de Lord Chamberlain's Men,y donde se le unió William Shakespeare. En su libro Apology for Actors, Thomas Heywood incluyó el nombre de Wilson en su lista de actores famosos que, «como nunca he podido verlos porque eran de una época anterior a la mía, no puedo, como testigo ocular, aplaudirlos, lo que sin embargo se habrían merecido con honor» Heywood llegó a la escena londinense a más tardar en 1596, y ninguno de los hombres que menciona aparece como actor después de 1591. Una lista de actores pertenecientes a la Admiral's Men en 1600, en la que figura Wilson, es una falsificación de John Payne Collier.

## Obra literaria
A pesar de su popularidad como actor en su época, Robert Wilson es más conocido, por la posteridad, por su trabajo como dramaturgo, vinculando la moral del período Tudor con los dramas seculares de Christopher Marlowe y de William Shakespeare. Sus obras son divertidas, moralistas, populistas, patrióticas, anticatólicas, y generalmente tienen un inteligente papel de payaso como protagonista.

### Catiline's Conspiracy
La primera prueba que Wilson escribe proviene de Thomas Lodge. En su honesta disculpa, defiende la poesía y el drama contra la School of Abuse de Stephen Gosson, acusando a este último de plagiar su obra Catiline's Conspiracy («Las conspiraciones de Catilina») sobre la de Wilson, también titulada La Conspiración de Catilina, pero ahora perdida. Únicamente se conoce por su título en el libro de cuentas de Philip Henslowe. Lodge añade: «Si yo fuera juez, preferiría la concisión y la dulzura de Wilson, una obra que ciertamente merece elogios, y que es el signo de un hombre culto de letras. Que los más sabios consideren que pueden obtener algo de sabiduría de la fantasía de un actor».

### The Three Ladies of London
El 25 de abril de 1581, Thomas Baylye sugirió en una carta en latín que Wilson podía escribir una obra corta, ingeniosa y alegre que la compañía del Conde de Shrewsbury necesitaba. Mithal sugiere que esta obra es, de hecho, The Three Ladies of London («Las tres damas de Londres». Es la primera obra superviviente de Wilson,10 escrita en 1581, y atacada al año siguiente por Stephen Gosson en Playes Confuted in Five Actions. Se publicó en 1584, con una segunda edición en 1592.
Es una mordaz sátira social que enfrenta a las fuerzas personificadas del bien y del mal en la tradición de la moralidad. Dos de las damas del título, Lady Amor y Lady Conciencia, representan el bien, ayudadas por la Hospitalidad y la Simplicidad de los payasos. Pero caen en las garras de la tercera, la malvada, Lady Lucro, ayudada por sus secuaces masculinos Disimulación, Fraude, Simonía y Desgaste, que las pervierten con sus maquinaciones. Amor y la Disimulación se casan juntos. La Conciencia se convierte en la prostituta de Lucro, y Usura le corta la garganta a Hospitalidad. Al final, las tres damas son juzgadas. Durante el juicio, Amor y Conciencia expresan remordimiento, pero son condenadas a pasar la eternidad en el infierno con Lucro. Junto a esta fábula alegórica está la historia de Mercadorus, un hipócrita mercader italiano que, en Turquía, se endeuda con Gerontus, el judío. Gerontus es un personaje agradable, que probablemente influyó en el Shylock de Shakespeare. De hecho, el préstamo de Mercadorus es el mismo que el de Shylock del Mercader de Venecia (3.000 ducados en tres meses), y en la escena final en el tribunal, Gerontus cancela la deuda para evitar que Mercadorus se convierta al Islam.

### The Three Lords and Three Ladies of London
A finales de 1588, Wilson escribió una secuela más optimista y abiertamente chovinista de The Three Ladies of London, que tituló The Three Lords and Three Ladies of London, publicada en 1590. Vuelven los mismos personajes alegóricos, unidos por los tres señores del título: Cortesía, Brillo y Placer. Estos tres señores derrotan a los tres señores españoles, llamados Orgullo, Ambición y Tiranía —en obvia referencia a la reciente derrota de la armada española— y a los tres señores de  Lincoln: Deseo, Deleite y Devoción. Encontramos al payaso Simplicidad. Después de lo cual estos tres señores se casan con gran pompa con las tres damas que se corrigieron. Esta ceremonia y el intercambio de insultos entre los señores ingleses y españoles muestran la influencia de la Tamburlaine de Marlowe, así como el verso, que es en su mayoría un pentámetro yámbico, a diferencia de los versos irregulares y de los versos de catorce pies de la pieza anterior. Esta obra contiene un conmovedor tributo a Tarlton, que acababa de fallecer, pronunciado por el payaso Simplicidad, que quizás fuera interpretado por el propio Wilson.

### Piezas proféticas
A principios de 1590, Wilson escribió dos obras de profecía:The Cobbler's Prophecy «La Profecía del Zapatero», publicada en 1594 con la precisión «escrita por Robert Wilson, Gent», y probablemente también The Pedlar's Prophecy «La profecía del vendedor ambulante», publicada anónimamente en 1595, pero muy similar a la anterior. Kittredge argumentó que esta última fue escrita en 1561, y por lo tanto no puede ser atribuida a Wilson, pero H. S. D. Mithal refutó sus argumentos y demostró que Wilson era muy probablemente el autor. Ambas obras se asemejan a la primera obra de Wilson en su santurronería y xenofobia. Sin embargo, los personajes centrales ya no son alegóricos, sino reales. Sin embargo, muchos dioses y diosas de la mitología clásica están entre los personajes. Ambas obras se centran en un simple artesano lleno de sabiduría, que tiene el don de la profecía y que advierte a sus superiores sociales del peligro que amenaza a la patria. Los países se llaman Boecia y Troya, pero ambos representan claramente a Inglaterra.

### Pelea con Greene
Al mismo tiempo, parece que Wilson estuvo involucrado en una disputa literaria con Robert Greene. Probablemente es el "R. W." que escribió el tratado anticatólico Martin Mar-Sixtus, publicado en 1591 con una dedicatoria al Maestro Edward Bowyar Esquire, en el que el autor ataca a Greene. Este último responde con Farewell to Folly, que ataca al autor de Fair Em, que puede ser Wilson. Más concretamente, The Cobbler's Prophecy plagia varios de los panfletos de Greene, entre los que se encuentra Farewell to Folly, mientras que este último autor, tiene «prestadas» grandes cantidades de Three Ladies of London para su Quip for an Upstart Courtier (1592).

### Trabajo para Henslowe
En 1598, Wilson reapareció entre los escritores de Philip Henslowe. En seis meses, colaboró en nada menos que once obras de teatro para Henslowe, todas ellas perdidas:
- Earl Godwin and his Three Sons (1598).[15]
- Pierce of Exeter (1598).[15]
- Black Bateman of the North con Chettle, Dekker y Drayton (22 de mayo de 1598).[16]
- Catiline's Conspiracy con Chettle, perdida, título conservado en el libro de cuentas del conde de Henslowe, quien adelantó 10 chelines el 21 de agosto de 1598.[11]
- The Funeral of Richard Cœur-de-Lion , junio de 1598 con Chettle, Drayton y Munday.[16]
- Chance Medley con Chettle, Drayton y Munday (1598).[15]
- The Madman's Morris, Hannibal and Hermes (1598) con Dekker y Drayton.[16]
- Pierce of Winchester con Dekker y Drayton (1598).[15]

Está en la lista de los «mejores para la comedia» de Francis Meres en Palladis tamia. Después de eso, Wilson desaparece del libro de contabilidad de Henslowe durante más de un año, sin que nadie sepa lo que está haciendo. Regresa en octubre de 1599 para colaborar con Drayton, Richard Hathway y Munday en Sir John Oldcastle, escrito en respuesta a Falstaff. (originalmente llamado Oldcastle) en Enrique IV de Shakespeare. Es la única obra que escribió para Henslowe que ha sobrevivido. Se cree que es el autor de las escenas cómicas. Todavía sigue produciendo:
- Henry Richmond (noviembre de 1599) (Wilson parece haber trabajado solo).[16]
- Owen Tudor (enero de 1600) con Drayton, Hathway y Munday.[15]
- Fair Constance of Rome (junio de 1600) con Dekker, Drayton, Hathway y Munday.

## Fallecimiento
Wilson murió en noviembre de 1600, cinco meses después de su último trabajo para Henslowe. Está enterrado el 20 de noviembre de 1600 en St Giles-without-Cripplegate (City de Londres).